# 778 Theobalda
A 778 Theobalda (ideiglenes jelöléssel 1914 UA) a Naprendszer kisbolygóövében található aszteroida. Franz Kaiser fedezte fel 1914. január 25-én.